# Wolfgang Balzer (Dirigent)
Wolfgang Balzer (* 1941 in Berlin) ist ein deutscher Dirigent. Von 1990 bis 1993 war er Chefdirigent des Orchesters des Opernhauses Halle.

## Leben
Wolfgang Balzer wurde 1941 in Berlin geboren. Im Alter von sieben Jahren erhielt er seinen ersten Klavierunterricht an der Musikschule in Klingenthal im sächsischen Musikwinkel, wo er aufwuchs. Von 1952 bis 1958 war er unter den Thomaskantoren Günther Ramin und Kurt Thomas Mitglied des Leipziger Thomanerchores. 1958 verließ er nach eigenen Aussagen aus politischen Gründen die DDR.
Er studierte zunächst ab 1961 Schulmusik in Heidelberg, dann Dirigieren in München und Berlin. Im Jahr 1966 ging er an die Städtischen Bühnen Frankfurt, wo er zuletzt Solo- und Korrepetitor mit Dirigierverpflichtung war. 1970 war er Assistent bei den Bayreuther Festspielen und wechselte dann als 1. Kapellmeister an die Oper Bonn. Von 1972 bis 1975 war er Chefdirigent der Rheinischen Philharmonie Koblenz. Gastdirigate führten ihn zu verschiedenen Klangkörpern in Europa (Basel, Lissabon, London und Luxemburg u. a.). 1973 debütierte er beim Deutschen Symphonie-Orchester Berlin und beim Berliner Philharmonischen Orchester. 1976/77 war er Leiter des RIAS-Jugendorchesters Berlin.
Ab 1978 war er hauptsächlich in den USA tätig. So wurde er Musikdirektor ad interim des New England Conservatory Symphony Orchestra in Boston, Massachusetts. Mit diesem brachte er das Concerto for Grand Orchestra von William Thomas McKinley zur Uraufführung. 1981 übernahm er die Leitung des Brown University Orchestra in Providence, Rhode Island. Einzelne Verpflichtungen führten ihn etwa zu den Bamberger Symphonikern (1979) und den Münchner Philharmonikern (1986). Nach sieben Jahren kehrte er endgültig zurück in die BRD. Balzer gab in einem Interview an, dass die sozialen Unterschiede, die er während der Reagan-Administration wahrnahm, ein Beweggrund gewesen seien.
1988 ging er als 1. Kapellmeister an das Stadttheater Würzburg. Nach der Wende 1990 vermittelte ihn ein ihm bekannter Gewandhauscellist nach Leipzig. Nach einigen Gastdirigaten wurde er Erster Ständiger Dirigent und stellvertretender Generalmusikdirektor der Oper Leipzig. Im selben Jahr übernahm er zusätzlich als Nachfolger von Christian Kluttig das Chefdirigat beim Händelfestspielorchester bzw. Orchester des Opernhauses Halle sowie die musikalische Oberleitung am späteren Opernhaus Halle. Als solcher trat er auch bei den Händel-Festspielen in Erscheinung.  Während der XX. Hallischen Musiktage 1990 brachte er die Sinfonie von Axel Gebhardt zur Uraufführung. Wegen seiner Doppelbelastung als Dirigent wurde sein Vertrag 1991 in Leipzig gelöst. Im Jahr 1993 verließ er auch Halle vorzeitig. Intendant Klaus Froboese argumentierte, dass Balzers Spontanität „oftmals zur Verwirrung und zu organisatorischen Verwerfungen“ geführt hätten.
Danach dirigierte er u. a. das Loh-Orchester Sondershausen (1994), das Orchester der Landesbühnen Sachsen (1996) und das Münchner Rundfunkorchester (1997). In der Saison 1998/99 war er Chordirektor am Theater Ulm. Danach wechselte er an das Nationaltheater Mannheim, wo er von 1999 bis 2002 tätig war.
Balzer ist mit einer US-Amerikanerin verheiratet und Vater eines Sohnes. Auch während seiner Verpflichtung in den neuen Bundesländern lebte er in Weinheim an der Bergstraße.

## Auszeichnungen
- 1969: Bayreuth-Stipendium des Richard-Wagner-Verbandes Frankfurt am Main[24]
- 1971: Zweiter Preis bei der Dimitri Mitropoulos International Music Competition in New York City[25]